# جيمس غليسون
جيمس غليسون (بالإنجليزية: James Gleeson)‏ هو فنان وشاعر أسترالي، ولد في 22 نوفمبر 1915 في أستراليا، وتوفي في 20 أكتوبر 2008 في سيدني في أستراليا.

## وصلات خارجية
- جيمس غليسون على موقع IMDb (الإنجليزية)
- جيمس غليسون على موقع قاعدة بيانات الفيلم (الإنجليزية)